# Hytophatnus lineatus
Hytophatnus lineatus là một loài tò vò trong họ Ichneumonidae.